# Lampe à incandescence
Pour les articles homonymes, voir Lampe (homonymie).

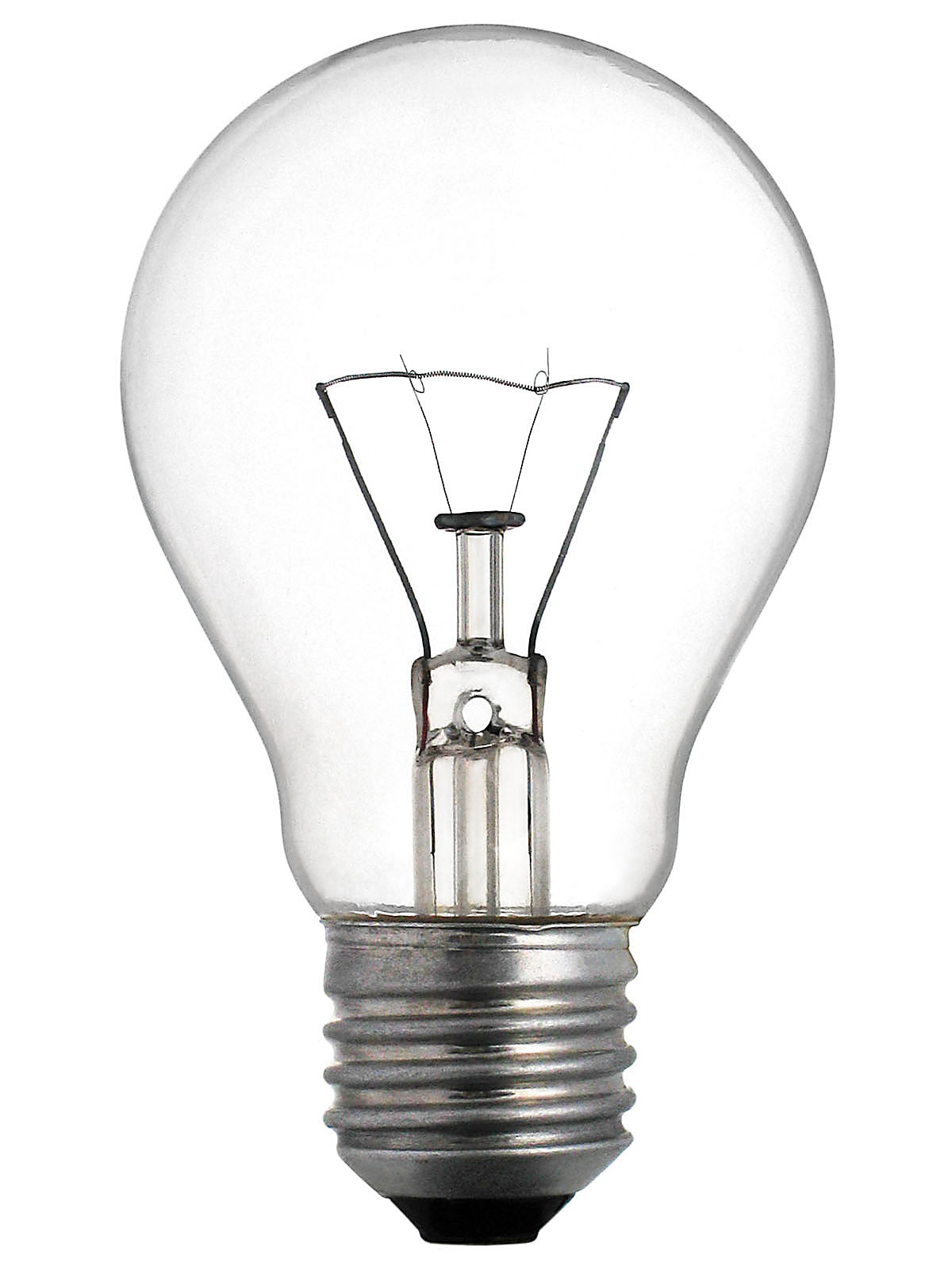
Lampe à incandescence classique

Une lampe à incandescence, ou ampoule à incandescence par métonymie, est un luminaire électrique qui éclaire en portant à incandescence par effet Joule un filament de tungstène, le métal qui a le plus haut point de fusion (3 422 °C).
Expérimentée au milieu du XIXe siècle, la lampe à incandescence, perfectionnée au cours du XXe siècle, est devenue au cours de ce siècle la principale source d'éclairage. Au XXIe siècle, elle est progressivement remplacée en raison de sa mauvaise efficacité lumineuse.
Le filament de carbone sous vide des débuts a disparu après la mise au point du filament de tungstène sous gaz noble. Ce procédé, dit « classique », s'est maintenu après l'invention de la « lampe à incandescence halogène », plus chère, dont le gaz régénère le filament lorsqu'il se sublime sous l'effet d'une température élevée.
Les lampes classiques durent d'autant plus longtemps qu'elles éclairent moins bien. Les industriels fabricants se sont entendus pour produire des lampes d'une durée moyenne de fonctionnement de 1 000 heures. Cet accord entre les membres du cartel Phœbus, a suscité des soupçons d'une entente illicite, destinée à conforter les profits de l'industrie plutôt qu'à permettre la comparaison entre les produits.

## Historique

### XIXesiècle
Les premières expériences d'éclairage électrique par incandescence datent du milieu du XIXe siècle.
En 1835, James Bowman Lindsay présente à Dundee une lampe électrique à lumière constante, probablement à incandescence, qui lui permet de « lire un livre à une distance d'un pied et demi » (50 cm). En 1858 et 1859 les Français Charles de Changy et Théodose du Moncel essaient aussi des systèmes d'éclairage électrique à incandescence.
En 1860, le britannique Joseph Swan démontre que, sous vide d'air, l'incandescence peut durer plus longtemps sans détruire le filament. La mise au point de pompes à vide efficaces à partir de 1875 lui permet de présenter en 1879 une lampe à incandescence fonctionnelle, avec un filament de carbone sous vide. La même année Thomas Edison conçoit et met sur le marché une ampoule dont le filament est une fibre de coton carbonisée. Il met au point un procédé de fabrication industrielle des ampoules. Un jugement judiciaire reconnaît l'antériorité de Joseph Swan pour le filament, mais celui-ci ne propose pas de procédé de fabrication industrielle, aussi le jugement oblige les deux hommes à s'associer pour fabriquer leurs ampoules. Ils diffusent rapidement leur lampe, qui a des avantages évidents sur l'éclairage au gaz qu'elle remplace, mais le filament de carbone, en se sublimant puis en se condensant sur le verre de la lampe, opacifie assez rapidement le verre. Dans les années 1880, les fabricants d'éclairage électrique se livrent à une compétition acharnée. En 1884, Edison recrute Lewis H. Latimer, un ingénieur afro-américain autodidacte, pour déposer et défendre ses brevets et assurer la promotion de son système.
En 1894, l’Italien Arturo Malignani brevète un procédé efficace pour éliminer l'air des ampoules, exploité d'abord en Italie, avant que la compagnie Edison l'achète et le diffuse dans le monde entier. La même méthode sera utilisée, quinze ans plus tard, en remplaçant le vide par un gaz noble.
En 1897, la lampe de Nernst remplace le filament de carbone par un filament de céramique, plus efficace. Ce matériau ne se sublime pas, éliminant la nécessité du vide ; mais la lampe ne s'allume qu'après un préchauffage de 10 à 20 secondes.

Évolution des lampes à incandescence
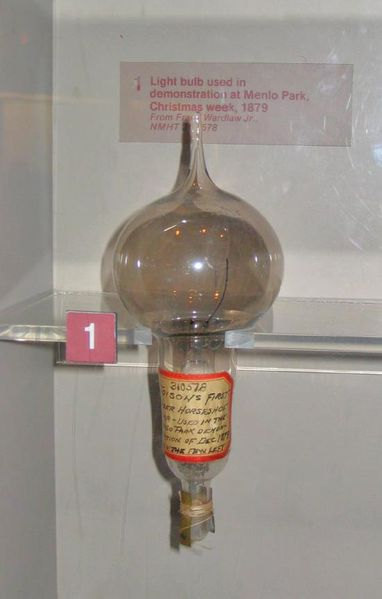
Lampe électrique de Thomas Edison (1879).
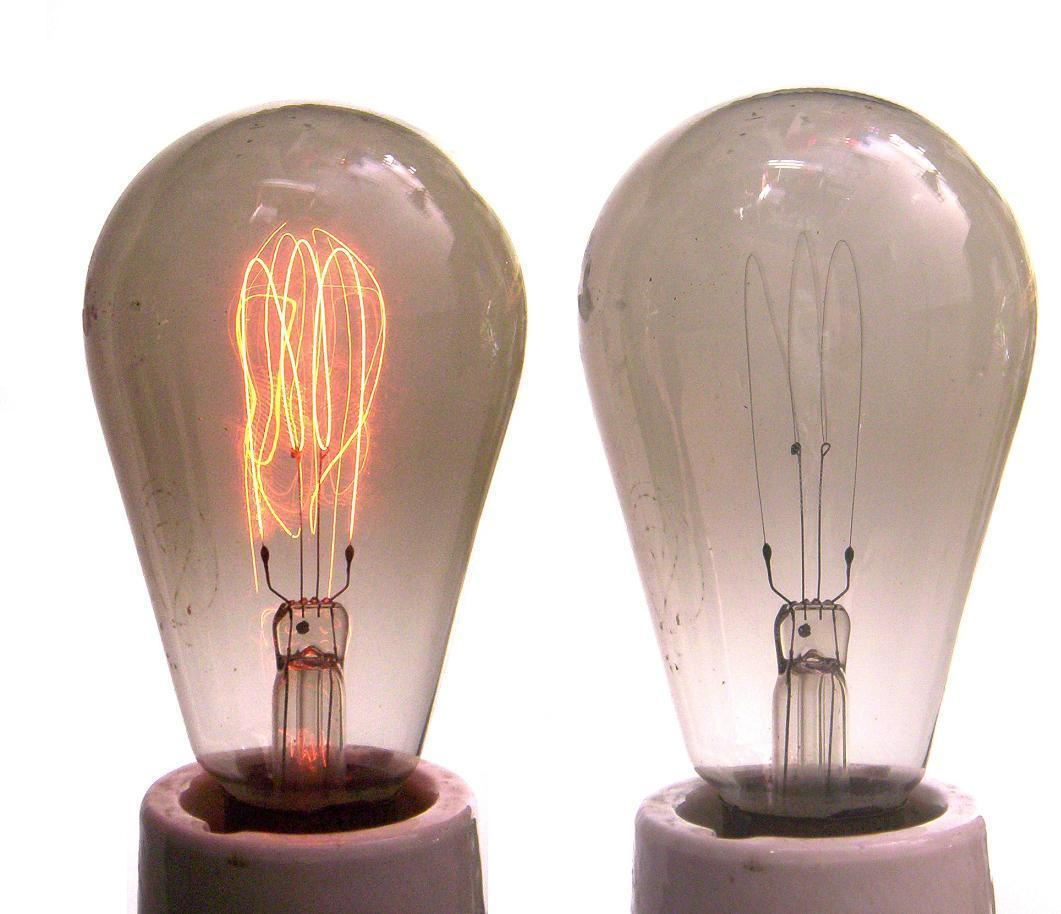
Lampe ancienne à filament de carbone.

### XXesiècle

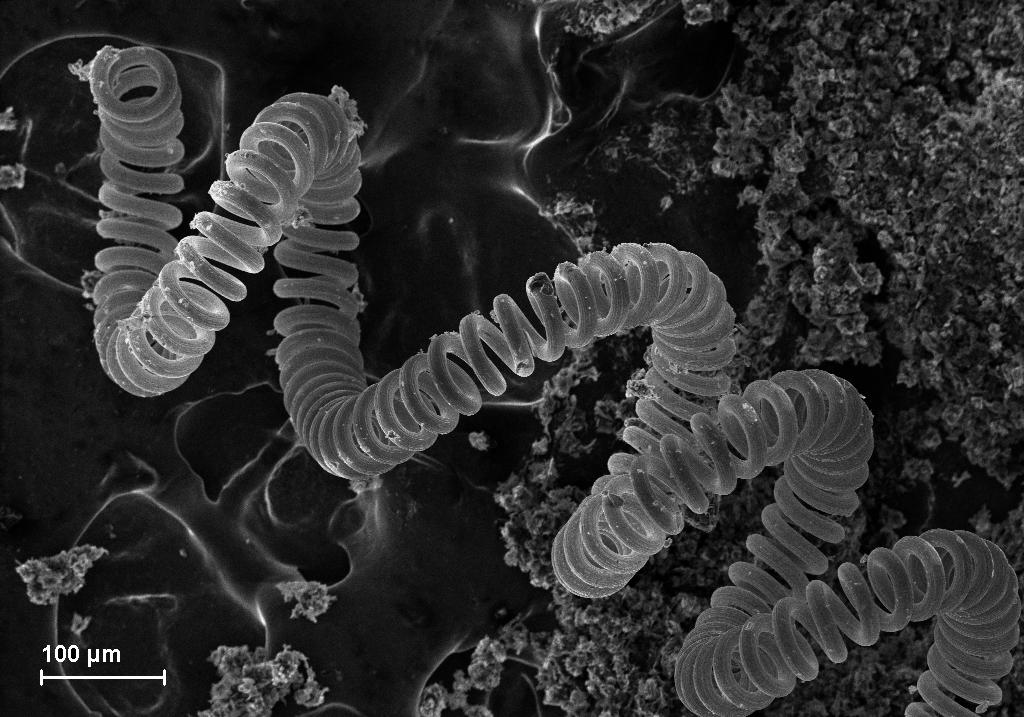
Image MEB du filament de tungstène d'une lampe à incandescence.

En 1904, la firme hongroise Tungsram met au point une lampe à filament de tungstène, métal ayant le point de fusion le plus élevé, à 3 422 °C). Repris en Allemagne par Auer, puis par tous les fabricants, le métal élimine rapidement le carbone, grâce à sa lumière plus vive et à sa longévité accrue.
En 1913, l'ampoule n'est plus sous vide d'air, mais sous gaz noble, argon puis krypton.
En 1925, Marvin Pipkin invente pour General Electric l'ampoule givrée, ce qui rend la diffusion de la lumière meilleure et l'ampoule bien plus solide.
En 1959, General Electric diffuse la lampe à incandescence sous iode. L'iode, un gaz halogène, et l'enveloppe de verre de quartz permettent de réduire la sublimation du tungstène du filament, permettant de le chauffer plus, améliorant le rendement lumineux et élevant la température de couleur. Les lampes sous gaz halogène, diffusées massivement d'abord pour les automobiles (phare à iode), ont de nombreux usages professionnels.

### XXIesiècle
Au XXIe siècle, l'Union européenne et d'autres pays disposent le retrait de la circulation des lampes à incandescence en raison de leur mauvaise efficacité lumineuse face aux autres procédés d'éclairage, tube fluorescent, lampe fluorescente, lampe à diode électroluminescente.

## Descriptif

Codes de formes de lampes à incandescence.

1- Ampoule de verre
2- Gaz inerte
3- Filament de tungstène
4 - Fil conducteur (contact avec le plot central)
5 - Fil conducteur (contact avec le culot)
6 - Fil de support du filament
7 - Monture ou support en verre
8 - Culot (contact électrique)
9 - Culot (filetage ou baïonnette)
10 - Isolant
11 - Plot central (contact électrique)

En présence de dioxygène, le filament porté à haute température brûle instantanément, c'est la raison pour laquelle ce type de lampe a été muni d’une enveloppe de verre, l’ampoule qui a donné son nom populaire au dispositif et qui permet d'isoler un milieu sans oxygène.
L’ampoule est emplie d'un gaz noble caractéristique du type d’ampoule, le plus souvent de l’argon ou du krypton, ou, dans certains cas, d'un gaz halogène. Autrefois, c'est le vide qui isolait le filament dans son ampoule.
Inéluctablement le filament surchauffé se vaporise et perd de la matière par sublimation, ensuite cette vapeur de métal se condense sur l’enveloppe plus froide. L’ampoule devient de plus en plus opaque et le filament devient plus fragile. Le filament finit par se rompre au bout de plusieurs centaines d’heures : 1 000 heures pour une lampe à usage domestique, jusqu’à 10 fois moins ou 8 fois plus pour certaines lampes à usage spécial.
La présence d'un gaz noble à l'intérieur de l'ampoule présente plusieurs avantages : certains atomes de tungstène devenus gazeux peuvent se déposer à nouveau sur le filament après un choc avec un atome de gaz noble, allongeant ainsi sa durée de vie. Le filament peut aussi être chauffé davantage. Enfin, cela limite le dépôt de tungstène sur la paroi de l'ampoule.
Dans les lampes actuelles, le filament de tungstène est enroulé en hélice, afin d’augmenter la longueur du filament, et donc la quantité de lumière visible produite.
La forme la plus commune de lampe à incandescence est l'ampoule « bulbe », mais on trouve également d'autres formes, dont celle de tube appelée linolite.

### Lampe halogène
Une lampe à incandescence halogène, ou plus couramment « lampe halogène », est une lampe à incandescence dont un gaz, ou mélange de gaz, halogène remplit l'ampoule. Ce gaz réagit chimiquement avec le tungstène sublimé, formant un halogénure de tungstène qui ne résiste pas à la haute température à proximité du filament, de sorte que le tungstène se redépose, à un emplacement aléatoire, sur le filament, le régénérant partiellement, ce qui augmente la durée de vie de la lampe. Ce cycle exige un filament très chaud. Pour résister à la chaleur, l'enveloppe de la lampe doit être en verre de quartz.
En 2008, l'Europe interdit le renouvellement des stocks de lampes halogénés à compter du 1er septembre 2018.

### Fonctionnement effectif
Surcharge à l'allumageLe coefficient de température du tungstène est de 0,004 4 K−1. Sa température de fonctionnement dans une ampoule est d'environ 2 486,85 °C, tandis que la température ambiante, à froid, est vers 290 K (17 °C). La résistance du filament froid est donc (2760-290)×0,0044 fois moindre, soit plus de 10 fois plus faible. En conséquence, l'allumage de la lampe provoque une brève surcharge électrique : le courant peut atteindre dix à quinze fois la valeur nominale. Après au plus un dixième de seconde, le courant est stabilisé.
DilatationÀ la différence de température avec l'ambiante correspond une dilatation thermique. Le coefficient de dilatation du tungstène est de 4,2 × 10−6 K−1. L'échauffement rapide de 2 470 K à l'allumage s'accompagne d'une augmentation de la longueur du filament de 1 %. Comme celui-ci a une forme hélicoïdale, cet allongement est sans conséquence. Le coefficient de dilatation du tungstène est proche de celui du verre, ce qui limite les contraintes à la traversée de l'ampoule.
L'ampoule doit également résister à la dilatation de l'enveloppe et aux variations de pression qui résultent de l'échauffement du gaz qu'elle contient.
Efficacité lumineuseL'intensité de l'éclairage et sa température de couleur dépendent largement de la tension électrique du secteur. Celle-ci n'est souvent garantie qu'à plus ou moins 10 % près. La tension maximale est de 22 % supérieure à la tension minimale. À résistance égale, la puissance dissipée est proportionnelle au carré de la tension ; mais la température du filament varie, faisant varier la résistance. L'efficacité énergétique du corps noir varie comme la température à la puissance 4. L'efficacité lumineuse augmente rapidement avec la température de couleur, atteignant un maximum vers 6 500 K. En définitive, la consommation électrique est proportionnelle à la tension élevée à la puissance 1,6, tandis que le flux lumineux est proportionnel à la tension élevée à la puissance 3,5
L'intensité et la couleur de l'éclairage dépend aussi, dans une moindre mesure, de l'état d'usure de la lampe. La sublimation d'une partie du métal du filament entraîne l'augmentation de la résistance. La puissance fournie diminue, à tension égale, tandis que le dépôt de tungstène sur la paroi intérieure de l'ampoule réduit l'émission lumineuse.
LongévitéLa longévité d'une lampe à incandescence dépend fortement de ses conditions d'utilisation. La rupture du filament affaibli par la sublimation du tungstène et une fissure de l'ampoule laissant pénétrer de l'oxygène sont les principales causes de défaillance. Le rendement lumineux augmente rapidement avec la température du filament tandis que sa longévité se réduit fortement. La durée probable de fonctionnement varie comme l'inverse de la tension élevée à la puissance 16. Si la tension du secteur peut varier de plus ou moins 10 %, la tension maximale est 1,22 fois la tension minimale. Une lampe exploitée à la tension maximale du secteur a une durée moyenne de fonctionnement 1,2216 ≈ 24 fois moindre qu'à la tension minimale. Les fissures sont d'autant plus probables que l'ampoule est soumise à des variations de pression ou des réchauffements et refroidissements, qu'ils soient causés par le milieu ou par l'allumage et l'extinction.

### Défauts
- 5 % de l'énergie électrique d'une lampe à incandescence sert effectivement à l'éclairage ; le reste est dissipé sous forme de chaleur[12].
- La qualité de la lumière émise dépend de l'endroit où la lampe brille : dans les zones densément peuplées, la tension du secteur est généralement proche du maximum, tandis qu'en bout de ligne, dans les habitats isolés, elle est proche du minimum : la lumière y est plus faible et plus orangée.
- La température du verre d'une lampe à incandescence sous tension de 230 volts atteint pratiquement 300 °C[réf. souhaitée]. Pour éviter un échauffement excessif, il ne faut pas obstruer la circulation d'air autour de l'ampoule. On ne doit pas la toucher ni poser aucune matière inflammable directement sur le verre sous peine de risquer l'incendie[réf. nécessaire].
- Dans les locaux dont l'atmosphère contient des vapeurs inflammables, la lampe doit être enclose dans une enceinte étanche, afin d'éviter l'inflammation en cas de rupture de l'ampoule.
- L'ampoule chaude est très susceptible aux chocs thermiques.

## Caractéristiques électriques
La luminosité d'une source dans une certaine direction est son intensité lumineuse. Comme cette luminosité varie selon la direction, on utilise pour comparer les lampes la somme des intensités dans toutes les directions, exprimée en lumens, unité de flux lumineux. L'efficacité lumineuse mesure le rapport entre ce flux lumineux et la puissance électrique (en watts) absorbée ; l'efficacité lumineuse s'exprime en lumens par watt (lm/W).
Les lampes à incandescence halogènes n'ont été largement diffusées que dans le dernier quart du XXe siècle. Les consommateurs avaient pris l'habitude de comparer les lampes sur la base de leur puissance électrique : ainsi on choisissait une lampe de 100 W pour un éclairage intense, 60 ou 40 W pour un éclairage d'ambiance, et 15 W pour une veilleuse, etc.
Les différentes lampes utilisées comme alternatives aux lampes à incandescence classique ne présentant pas la même efficacité lumineuse, la puissance électrique ne correspond plus à l'éclairage. Il faut indiquer la quantité totale de lumière fournie en lumens.
Le tableau ci-dessous reprend, de façon indicative car les valeurs varient légèrement d'un modèle à l'autre, la correspondance entre le flux lumineux et la puissance électrique d'une lampe à incandescence classique :
|                      | Lampes 120 volts | Lampes 120 volts     | Lampes 230 volts | Lampes 230 volts     |
| Puissance électrique | Flux lumineux    | Efficacité lumineuse | Flux lumineux    | Efficacité lumineuse |
| -------------------- | ---------------- | -------------------- | ---------------- | -------------------- |
| 5 W                  | 25 lm            | 5 lm/W               |                  |                      |
| 15 W                 | 110 lm           | 7,3 lm/W             |                  |                      |
| 25 W                 | 200 lm           | 8,0 lm/W             | 230 lm           | 9,2 lm/W             |
| 40 W                 | 500 lm           | 12,5 lm/W            | 430 lm           | 10,8 lm/W            |
| 60 W                 | 850 lm           | 14,2 lm/W            | 730 lm           | 12,2 lm/W            |
| 75 W                 | 1 200 lm         | 16,0 lm/W            |                  |                      |
| 100 W                | 1700 lm          | 17,0 lm/W            | 1380 lm          | 13,8 lm/W            |
| 150 W                | 2 850 lm         | 19,0 lm/W            | 2 220 lm         | 14,8 lm/W            |
| 200 W                | 3 900 lm         | 19,5 lm/W            | 3 150 lm         | 15,8 lm/W            |
| 300 W                | 6200 lm          | 20,7 lm/W            | 5 000 lm         | 16,7 lm/W            |
| 500 W                |                  |                      | 8 400 lm         | 16,8 lm/W            |

## Pourquoi1 000 heurespour une lampe à incandescence?
Le filament d'une ampoule à incandescence doit être chaud pour que l'électricité soit convertie en lumière visible plutôt qu'en chaleur. Mais en augmentant la température pour atteindre une bonne luminosité, on favorise la sublimation du filament, ce qui accélère sa dégradation. Les ampoules résultent d'un compromis entre une consommation d'électricité réduite et une durée de vie allongée, entre le coût de remplacement des ampoules et celui de l'électricité nécessaire pour les alimenter.
Si on réduit la tension de 18 % ou si, inversement, on conçoit la lampe pour supporter une tension supérieure à la tension disponible, on peut multiplier la durée de vie par 24. En contrepartie, la luminosité est diminuée de moitié ; il faut deux lampes pour obtenir le même éclairage. La consommation de chaque lampe est donc plus réduite, mais finalement, il faut 45 % d'énergie en plus pour obtenir la même luminosité.
L'ampoule centenaire ou « ampoule de Livermore » est souvent citée comme preuve a contrario de la mise en œuvre de l'obsolescence programmée dans la fabrication des ampoules modernes. Cette lampe de 60 W à l'origine, à filament carbone, soufflée à la main et fabriquée à Shelby (Ohio), par la Shelby Electric Company à la fin des années 1890, brillerait depuis 1901 dans la caserne des pompiers de Livermore en Californie. N'ayant presque jamais été éteinte, elle serait la plus vieille lampe à incandescence encore en fonctionnement au monde. L'augmentation de la valeur de la résistance de son filament (en carbone), avec le temps, explique sa durée de vie. D'une puissance nominale de 60 W en début de vie, sa consommation n'est plus que de 4 W (7 % de la valeur du début) et sa luminosité ne correspond plus qu'à 0,3 % de la valeur d'origine. Son rendement, quotient de la luminosité par la puissance consommée est passé de 1÷60 à 0,003÷4, une diminution de 100 à 4,5. Le rendement est divisé par 22.
Les équations qui relient la consommation, la luminosité et la durée de vie des ampoules peuvent être résumées comme suit : si la tension d'alimentation appliquée à l'ampoule est notée {\displaystyle U}, la luminosité est proportionnelle à {\displaystyle U^{3,5}}, la puissance électrique (la consommation d'énergie) est proportionnelle à {\displaystyle U^{1,6}} et la durée de vie est proportionnelle à {\displaystyle U^{-16}}. Ainsi, bien qu'une faible diminution de la tension augmente très fortement la durée de vie, elle augmente la puissance électrique consommée à luminosité constante,.
D'autres facteurs interviennent dans la durée de vie d'une lampe. Si l'on écarte les destructions accidentelles, par chocs sur l'ampoule ou surtension, un défaut d'étanchéïté de l'enveloppe peut causer la destruction de la lampe. Une lampe peut ainsi fonctionner jusqu'à son extinction, et brûler son filament à l'allumage, de l'oxygène ayant pénétré l'enveloppe dans l'intervalle. Les chocs thermiques et la dilatation différentielle des parties de la lampe favorisent le défaut d'étanchéïté. Un essai rigoureux des lampes évalue la résistance à un nombre de cycles d'allumage extinction.

### Le cartel Phœbus et l'obsolescence programmée
Le cartel Phœbus a regroupé à partir du 23 décembre 1924 les principaux fabricants mondiaux d'ampoules. Les industriels éditent une charte commune qui indique qu'il ne pourra plus être fabriqué d'ampoules ayant une durée de vie supérieure à 1 000 heures. Ils se dotent pour cela d'une instance commune de vérification et de répression éventuelle au moyen d'amendes d'autant plus élevées que la vie constatée des ampoules est longue.

En 1924, la durée de vie des ampoules était variable avec une moyenne de 2 500 heures. En 1927, dans le monde entier, la durée de vie des ampoules des grandes marques était alignée sur 1 000 heures. Cette situation provoque évidemment un plus grand renouvellement des ampoules par les consommateurs et le cartel Phœbus a été accusé d'avoir mis en place sur la lampe à incandescence le premier programme massif et mondial d'obsolescence programmée.
Les pratiques du cartel de Phœbus ont fait l'objet en 1951 d'un rapport de la commission anti-trust britannique. Ce rapport dénonce principalement une entente sur les prix qui a conduit le consommateur à payer plus cher ses lampes avant la seconde guerre mondiale, mais rapport rejette l'allégation selon laquelle la durée de vie a été choisie courte afin d'augmenter le volume des ventes. Il explique le compromis technique entre luminosité, consommation, couleur et durée de vie, pour noter que la durée optimale des lampes dépend du rapport entre prix de l'énergie et prix du remplacement des lampes, et qu'il n'y a pas de valeur universelle. Des utilisateurs industriels, qui payent du personnel pour les remplacer, sacrifient l'efficacité à la longévité en réduisant leur tension d'alimentation. La spécification d'une durée de vie assure que les produits en vente sont comparables. En un état donné de la technique, une durée de vie entre 800 et 1 500 heures équivaut à exiger une luminosité dans une certaine plage ; mais la spécification des mille heures, sans indiquer l'efficacité lumineuse, n'encourageait pas l'amélioration des lampes. Le cartel s'opposait à l'établissement d'une telle norme.

## Abandon des lampes à incandescence
Des alternatives aux lampes à incandescence existent, avec une meilleure efficacité lumineuse, au prix d'un moindre indice de rendu de couleur. Les tubes fluorescents sont en usage depuis longtemps, principalement dans les environnements de travail ; les lampes « fluocompactes » et les diodes électroluminescentes peuvent remplacer les lampes à incandescence dans les mêmes luminaires domestiques.
La production de lampes classiques a été, comme quantité d’autres produits, largement délocalisée : les pays développés n’ont plus d’industrie locale à protéger. La réduction de la consommation d’énergie est passée au premier plan, pour des raisons économiques (prix croissant de l’énergie) et écologiques (la production d’énergie est une composante majeure au niveau environnemental)[réf. incomplète].
Les États de l'Union européenne ont approuvé le 8 décembre 2008 l’arrêt progressif de la vente des lampes à incandescence de 100 watts à partir du 1er septembre 2009 (puis les modèles de 75 watts le 1er septembre 2010 et ceux de 60 watts le 1er septembre 2011), leur abandon définitif devant intervenir le 1er septembre 2012. Le passage à des méthodes d'éclairage moins dépensières en énergie permettrait d'économiser à l'échelle européenne l'équivalent de la consommation électrique de la Roumanie (soit environ 11 millions de ménages) et de réduire ainsi les émissions de dioxyde de carbone de 15 millions de tonnes par an.
Les États-Unis décident en avril 2022 de mettre fin à la vente des lampes à incandescence. La décision devient effective le 1er août 2023.

## Symbolisme
Dans la bande dessinée et le dessin animé, l'apparition d’une idée est souvent représentée par une lampe à incandescence qui s’allume au-dessus de la tête du personnage.
Dans le tableau Guernica du peintre espagnol Pablo Picasso, la lampe à incandescence est la seule représentation technologique. Cette présence unique est susceptible d'interprétations variées.